# ジュスティーヌ・トリエ
ジュスティーヌ・トリエ（Justine Triet, フランス語発音: [ʒystin tʁije]; 1978年7月17日 - ）は、フランスの映画監督、脚本家、編集技師である。
2023年に法廷スリラー『落下の解剖学』により第76回カンヌ国際映画祭で女性映画監督としては史上3人目となるパルム・ドール受賞を果たした。また2024年に女性のフランス人映画製作者としては史上初めてアカデミー賞監督賞と脚本賞にノミネートされ、脚本賞を受賞した。

## キャリア
トリエはパリ国立高等美術学校を卒業している。長編映画監督デビュー作『ソルフェリーノの戦い』は2013年4月に批評家のステファン・デロールムによって取り上げられた後、第66回カンヌ国際映画祭のACIDプログラムの一環として上映され、2013年の『カイエ・デュ・シネマ』のトップ10リストで10位に位置づけられた。
2016年、ロマンティック・コメディ『ヴィクトリア』の脚本・監督を務め、第42回セザール賞作品賞とオリジナル脚本賞にノミネートされた。2019年、彼女が監督・脚本を務めたコメディドラマ映画『愛欲のセラピー』が第72回カンヌ国際映画祭でプレミア上映され、コンペティション部門でパルム・ドールを争った。
2023年、法廷スリラー映画『落下の解剖学』が第76回カンヌ国際映画祭に出品され、女性の監督としては史上3人目となるパルム・ドール受賞を果たした。またゴールデングローブ賞では脚本賞と外国語映画賞を受賞した。2024年、同作によりフランス人映画製作者としては史上初、女性映画監督としては史上8人目となるアカデミー監督賞候補者となった。第96回アカデミー賞では作品賞を含む計5部門の候補となり、脚本賞を受賞した。英国アカデミー賞では作品賞、監督賞、非英語作品賞など7部門で候補に挙がり、オリジナル脚本賞を受賞した。さらに第49回セザールで6部門で候補に挙がり、作品賞、セザール賞 監督賞、オリジナル脚本賞を受賞した。

## 私生活
トリエはフランス人映画製作者のアルチュール・アラリと交際しており、娘が2人いる。2人はたびたび共作している。
トリエはフランスの男女平等団体のCollectif 50/50のメンバーである。

### 政治的見解
第76回カンヌ国際映画祭でパルム・ドールを受賞した後にトリエは年金改革ストライキへの支持を表明し、エマニュエル・マクロン大統領による弾圧に反対した。彼女は「新自由主義政府」が文化の商業化を助長し、フランスの文化的例外を弱体化させていると非難した。トリエは新人監督や映画界で困難に直面している人々に賞を捧げ、新進気鋭の才能に対して多くのチャンスと支援を求めた。彼女のこの発言は2022年10月にフランスで開催されたAppel aux Etats Generauxで行われた議論に関連したものであり、そこで一部の業界関係者は興行収入の減少はフランスの「作家」性ある映画人に原因があると非難し、またフランス映画の製作本数の削減を求めた者もいた。トリエのスピーチはマクロンの党、右派の活動家や政治家から批判され、そしてフランスの文化大臣のリマ・アブドゥル・マラクも「このような不公平な発言に愕然とした」と述べた。一方でスピーチは左派の政治家やフランスの監督組合のSRFからの支持を得た。『バラエティ』誌はフランスのアカデミー賞選考委員会が第96回アカデミー賞国際長編映画賞のフランス代表作として『落下の解剖学』ではなく『ポトフ 美食家と料理人』を選んだのは、マクロンを批判したことでトリエが「罰せられた」と複数のフランス関係者が主張していると報じた。
2024年1月、彼女はアルゼンチンの映画学校に対するハビエル・ミレイの改革への反対嘆願書に署名した。

## フィルモグラフィ
| 年   | 日本語題 原題                                 | クレジット             | 備考                 |
| ---- | --------------------------------------------- | ---------------------- | -------------------- |
| 2007 | Sur place                                     | 監督・製作・撮影・編集 | 短編ドキュメンタリー |
| 2007 | L'Ordre des mots                              | 共同編集               | ドキュメンタリー     |
| 2009 | Solférino                                     | 監督・製作・撮影・編集 | ドキュメンタリー     |
| 2010 | Des ombres dans la maison                     | 監督・撮影・編集       |                      |
| 2012 | Two Ships                                     | 監督・脚本             | 短編映画             |
| 2013 | ソルフェリーノの戦い La Bataille de Solférino | 監督・脚本             |                      |
| 2016 | ヴィクトリア Victoria                         | 監督・脚本             |                      |
| 2019 | 愛欲のセラピー Sibyl                          | 監督・脚本             |                      |
| 2023 | 落下の解剖学 Anatomie d'une chute             | 監督・脚本             |                      |